# Gulsporrmalmätare
Gulsporrmalmätare, Eupithecia linariata är en fjärilsart som beskrevs av Michael Denis och Ignaz Schiffermüller, 1775. Gulsporrmalmätare ingår i släktet Eupithecia och familjen mätare, Geometridae. Arten är reproducerande i Sverige. En underart finns listad i Catalogue of Life, Eupithecia linariata Schiffermüller Schiffermüller, 1775.

## Bildgalleri

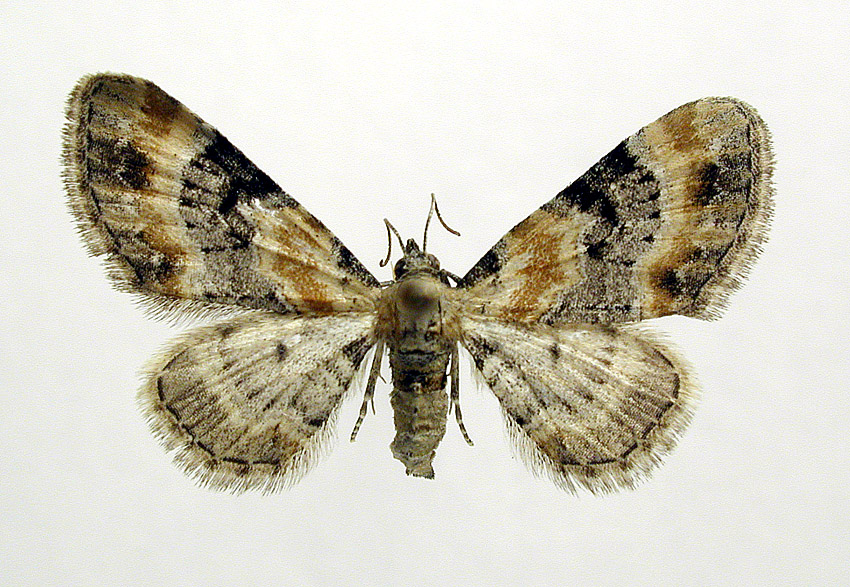
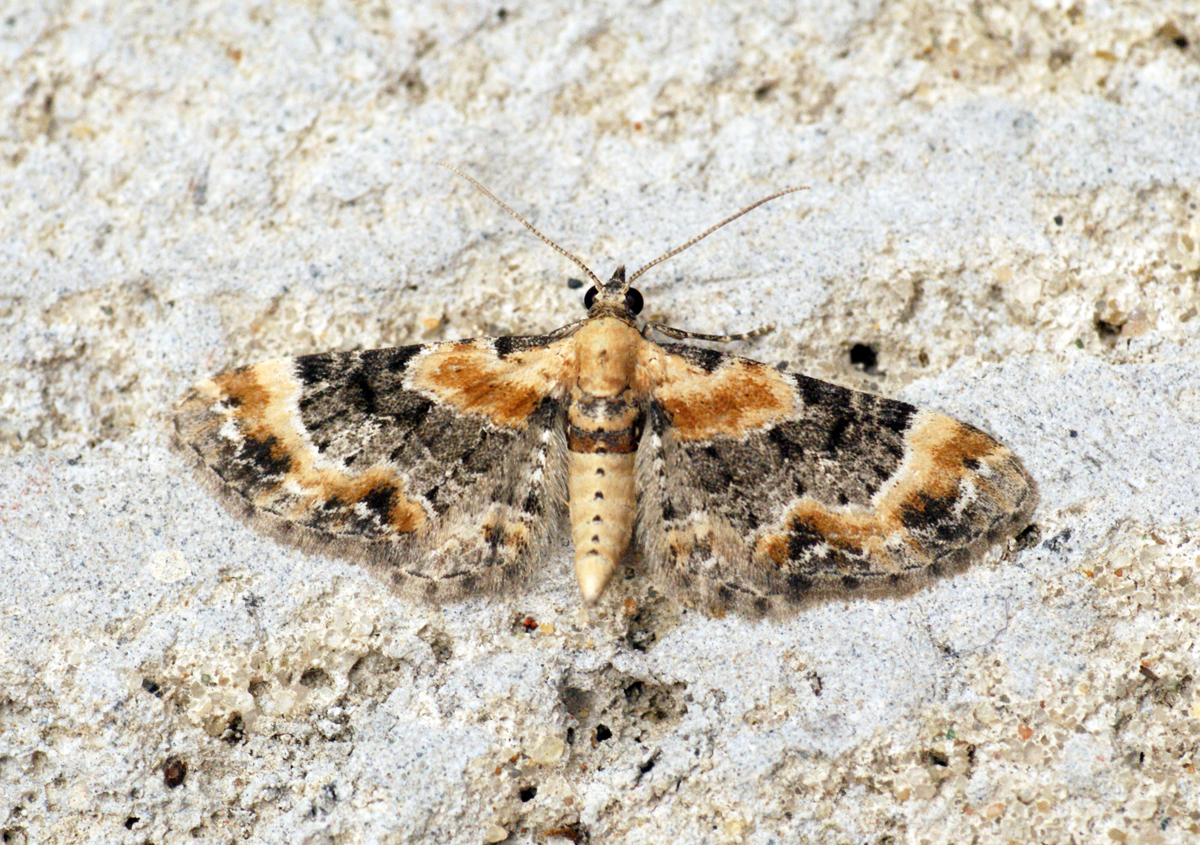
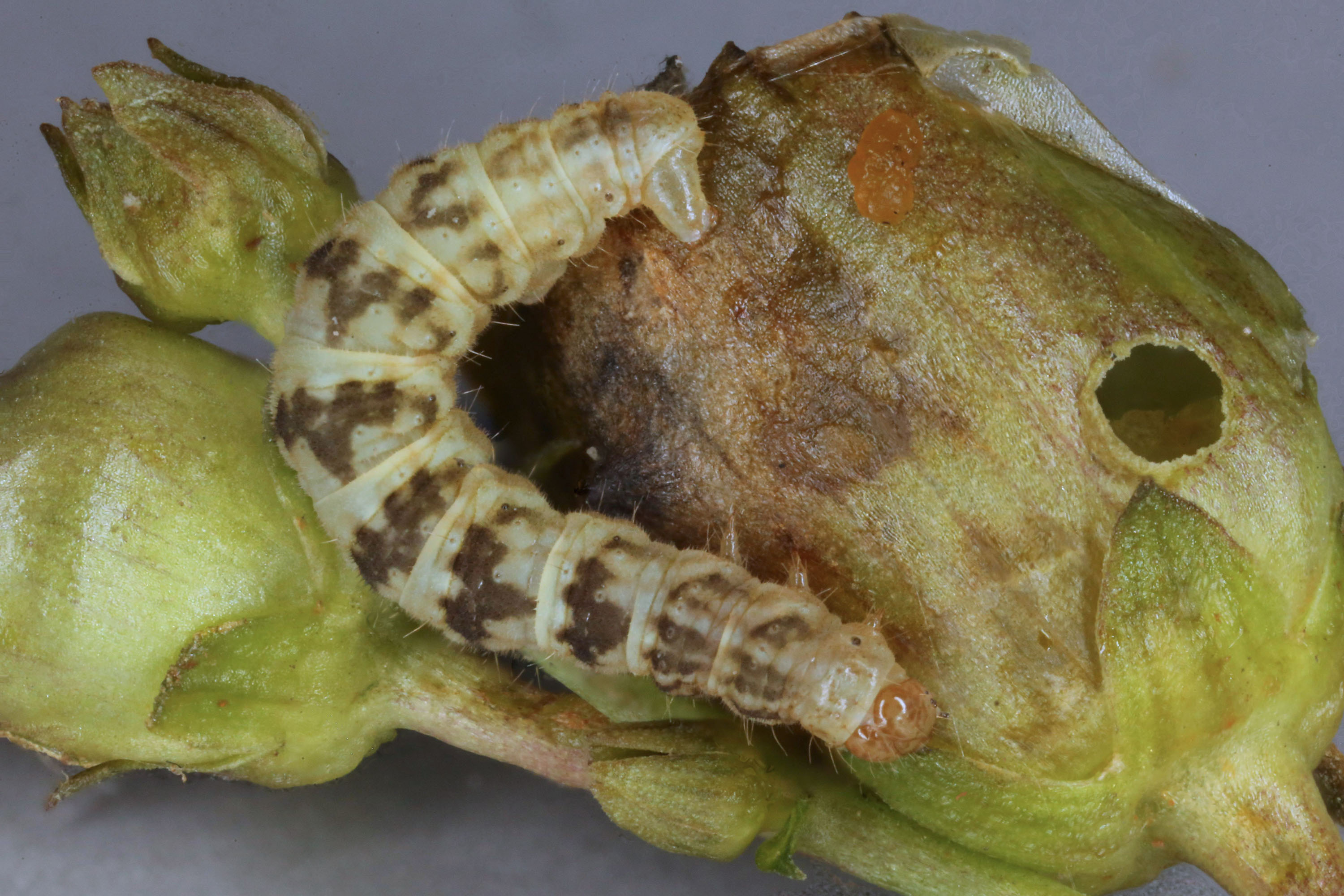